# Валенсия, Адольфо
Адо́льфо Хосе́ Вале́нсия Моске́ра (род. 6 февраля 1968 года в Колумбии) — колумбийский футболист, который играл на позиции нападающего.
Его прозвали Эль трен (поезд) за его быструю физическую реакцию. Выступал на клубном уровне в семи различных чемпионатах, играл за сборную Колумбии на двух чемпионатах мира.

## Карьера за национальную сборную
Валенсия дебютировал за сборную Колумбии 31 июля 1992 года, в матче против сборной Соединённых Штатов, а также представлял свою национальную сборную на чемпионате мира по футболу 1994 и чемпионате мира по футболу 1998. На первом из них он забил 2 гола: один гол на групповой стадии в матче против сборной Румынии и один гол в матче против Соединённых Штатов.
Игрок сборной Колумбии Бернардо Редин назвал Валенсию лучшим полузащитником за всё время чемпионатов мира.